# Zbigniew Tomaszczuk
Zbigniew Tomaszczuk (ur. 10 maja 1949 we Wrześni) – fotografik i teoretyk fotografii.

## Życiorys
Uzyskał stopień doktora fotografii w Akademii Sztuk Pięknych w Poznaniu. Członek Warszawskiego Oddziału Związku Polskich Artystów Fotografików. Wykładowca teorii fotografii w kilku uczelniach fotograficznych m.in.: Warszawskiej Szkole Reklamy, Akademii Fotografii w Warszawie oraz Pracowni Fotografii Prasowej na Uniwersytecie Warszawskim.
Wybrane cykle fotograficzne i wystawy: „Karmienie ryb”, „Obrazy, które pamiętam z przeszłości”, „Ludzie, którzy mnie codziennie obserwują”, „Zakres widzenia”, „Dagerotypomania”, „Teoria widzenia”, „For Leonardo”, „Hommage a Andy, Hommage a G.T.”, „Obszary prywatności”, „Sweet Polska”, „Informacyjne funkcje reklamy”, „Miastomania”.

## Odznaczenia
- Brązowy Medal „Zasłużony Kulturze Gloria Artis” (2024)

## Wystawy indywidualne (wybór)
- „Ule” (debiut) – Galeria DDK Wola, Warszawa (1978)
- Podwórko 1951–1981” – Galeria WOK, Warszawa (1982)
- „Punk” – Galeria Hybrydy, Warszawa; MOK, Gniezno (1983)
- „Fotografia czarno-biała” – Galeria FF, Łódź (1986)
- „Hommage’a G. T.” – Mała Galeria ZPAF, Warszawa (1988)
- „Habitat” (performance) – Łucznica (1989)
- „Fotografia” – Galeria ES, Międzyrzec Podlaski (1989)
- „Ślad” – Mała Galeria ZPAF/CSW, Warszawa (1990)
- „Wojna sprayowa” (pokaz przezroczy) – Mała Galeria ZPAF/CSW, Warszawa (1990)
- „Homo microcosmus” (fotografie, wideo) – BWA, Jelenia Góra (1991)
- „Alchemikom” (performances, fotografia, wideo) – Galeria Działań, Warszawa (1992)
- „Niewielka szyba” (fotoinstalacja, performances, fotografia) – Mała Galeria ZPAF, Warszawa(1993)
- „Moje życie z fotografią i vice versa” – Muzeum Regionalne, Września (1998)
- „Obrazy, które pamiętam z przeszłości” (performances, wideo-obiekt, fotografia) – Mała Galeria ZPAF, Warszawa(1999)
- „Karmienie ryb” (fotografia, wideo-obiekt) – Galeria FF, Łódź (1999)
- „Zakres widzenia” – Muzeum Historii Fotografii, Kraków (2000)
- „Próba latania” – MDK, Siedlce (2002)
- „Sweet Polska” – BWA, Wrocław (2002)
- „Sweet Polska” – Galeria Fotografii I Nowych Mediów, Gorzów Wielkopolski; Galeria MOK, Ostrowiec Świętokrzyski (2003)
- „Miejsca szczególne” – Klub Pauza, Kraków (2004)
- „Sweet Polska” – Galeria Pusta, Katowice; Galeria B&B, Bielsko-Biała; Instytut Kultury, Lipsk, Niemcy; Stara Galeria ZPAF, Warszawa (2004)
- „Informacyjne funkcje reklamy” (w ramach Warszawskiego Biennale Sztuki Mediów) – Galeria Akademii Fotografii, Warszawa (2005)

## Wystawy zbiorowe (wybór)
- V Salon Barwnych Przezroczy „Diapol” – Radom (1980)
- „Biennale Plakatu Fotograficznego” (Dyplom) – Płock (1981)
- „Sztuka Faktu 1970–1980” – BWA, Bydgoszcz (1981)
- „I Konkurs Fotografii Socjalistycznej” – Galeria ZPAF, Warszawa (1981)
- „Polacy na swoim” (wyróżnienie) – Galeria Fotoreportażu, Wrocław (1982)
- „Młodzi we współczesnym świecie” – MDK, Czechowice-Dziedzice; Galeria B&B, Bielsko-Biała (1984)
- IX MSF „Kim jesteś młody człowieku?” – Poznań (1985)
- „Raport o życiu młodzieży” (Dyplom) – Gorzów Wielkopolski (1985)
- „2 Salon Zaproszonych” – ŁDK, Łódź (1986)
- „Fotożart” (Nagroda specjalna) – Legnica (1986)
- „Dyplom ’89” – Stara Galeria ZPAF, Warszawa (1989)
- MSF „Fotoart” (Wyróżnienie Specjalne) – Legnica (1989)
- OWF Instruktorów „Podstawy ’89” – Pałac Kultury, Poznań (1989)
- „Ou Est Musee de Elsee” – Lozanna, Szwajcaria; Amsterdam, Holandia (1990)
- „Schnelle Bilder” – Kunstlerhaus, Wiedeń, Austria (1990)
- „Interscop” – Łucznica (1990)
- „Sztuka szablonu” (dokumentacja, wydawnictwa, działania) – CSW, Warszawa (1990)
- „Fotoanarchiv II” – Szombathely, Węgry (1991)
- „Fotografia wyobraźni” – Stara Galeria ZPAF, Warszawa (1991)
- „Europa dunder Hammer” – Galery Image, Aarhus, Dania (1992)
- „XX Ifo – scanbaltic” – Rostock, NRD (1992)
- „Konstelacja” – Galeria FF, Łódź (1993)
- „Biennale Małych Form Fotograficznych” – Galeria Arsenał, Poznań (1993)
- „Hotel Europa” – Salon Futura, Rotterdam, Holandia (1994)
- „Art. Lab” (Mail Art.) – Malmö, Szwecja (1994)
- „Konstelacja 2” – Ludwig-Maximillian-Uniwersitat, Monachium, Niemcy; Galerie In Rathauskeller, Landskut, Niemcy (1995)
- „Visio – Sensazion” – Paallazio Blumensfihl, Rzym, Włochy (1995)
- MSF Sztuka Poczty „Sarajewo – Czeczenia – Rwanda” – Galeria Pryzmat, Kraków (1995)
- „Noc sztuki” – Galeria Podlaska, Biała Podlaska (1996)
- „Treib – Buch – Orbit” – Gesammthochschul Bibliotek, Kassel, Niemcy (1997)
- „Fotografia ’97” (Fundacja Tuleja) – Muzeum Sztuki, Kraów (1997)
- „In orbit round the driefting book” – Instytut Polski, Budapeszt, Węgry; Instytut Polski, Sztokholm, Szwecja (1998)
- „Fotografia ’98” (Fundacja Tuleja) – Pałac pod Baranami, Kraów (1998)
- „Obszary prywatności” – Muzeum Fotografii, Szawle, Litwa (1998)
- „Vztahy (Relacje)” – Dom Fotografie, Poprad (1999)
- „I Festiwal Fotografii Otworkowej” – Kostrzyn n. Odrą (1999)
- „Idea Książki” – Muzeum Okręgowe, Toruń (1999)
- „Pejzaż końca wieku” – Muzeum Regionalne, Września (1999)
- „Pejzaż końca wieku” – Galeria PF, Poznań; Muzeum Arcjitektury, Wrocław (2000)
- „Kontakty” – Galeria Pusta, Katowice; Stara Galeria ZPAF, Warszawa (2000)
- „Przenikanie” – Miesiąc Fotografii, Bratysława (2000)
- „Dreamcatcher” International Video Art. And Short Films Festival” – Kijów, Ukraina (2000)
- „Kontakty” – Galeria FF, Łódź (2001)
- „Pejzaż końca wieku” – Galeria Pusta, Katowice (2001)
- „Asocjacje” – Galeria Działań, Warszawa (2001)
- „Dekada. Polska fotografia lat 90-tych” – Muzeum Sztuki, Łódź; Muzeum Narodowe, Wrocław; Galeria Pusta, Katowice (2002)
- „Gdzieś w Polsce” – Traffic Club, Warszawa (2003)
- „3 Biennale Fotografii” – Galeria Arsenał, Poznań (2003)
- „Inkluzje” – MTP, Poznań (2004)
- „Kolekcja fotografii otworkowej” – Miesiąc Fotografii, Kraków (2004)
- „Kolekcja fotografii otworkowej” – Festiwal Fotografii, Łódź (2005)
- „Gdzie jesteśmy?” – Stara Galeria ZPAF, Warszawa (2005)
- „Fotowizja” – Galeria Wschodnia, Łódź (2005)
- „Lux” – DCK, Wrocław (2005)
- „Przesłanie” – Stara Galeria ZPAF, Warszawa (2005)

## Publikacje
- „Łowcy obrazów. Szkice z historii fotografii”, ISBN 83-7010-136-4, Centrum Animacji Kultury, Warszawa 1998.
- „Świadomość kadru – szkice z estetyki fotografii”, ISBN 83-89494-04-3, Wyd. Kropka, Września 2003.
- „Odwzajemnione spojrzenie – o fotografii otworkowej”, ISBN 83-89366-24-X, Wyd. Transcript, Wrocław 2004.